# Vila Chã (Vale de Cambra)
Pour les articles homonymes, voir Vila Chã.
Vila Chã est une ancienne paroisse civile portugaise (en portugais : freguesia) de la municipalité de Vale de Cambra dans le district d'Aveiro.
La loi no 11-A/2013 du 28 janvier 2013, portant réorganisation administrative du territoire des freguesias, fusionne Vila Chã avec les paroisses voisines de Codal et Vila Cova de Perrinho pour former l’União das freguesias de Vila Chã, Codal e Vila Cova de Perrinho (dont le siège est à Vila Chã).